# Központi kitakarás
A központi kitakarás a Newton-távcsövek egyik, a felépítésükből adódó, jellegzetes tulajdonsága. Newton távcsövek esetén az objektív (főtükör) által fókuszált fénynyalábot egy 45 fokos helyzetű segédtükör vetíti ki a tubus falán kívülre. A segédtükör a főtükör előtt, annak fényútjában helyezkedik el. A távcsőbe érkező fénynyaláb egy része a segédtükör miatt nem éri el a főtükröt.
A központi kitakarás annak mértéke, hogy a segédtükör a belépő fénynyaláb mekkora részét takarja ki.

## A központi kitakarás hatása
A központi kitakarás negatív hatással van a távcső által alkotott kép minőségére. Ez a következő tüneteket eredményezi:
- Kontraszt csökkenés. A segédtükör szélén a mellette elhaladó fénysugár diffrakciót szenved, ezért hibát eredményez a képen.
- Fénycsökkenés. A segédtükör, kitakarva a távcsőbe érkező fény egy részét, csökkenti a hasznosított fénymennyiséget. A kitakarásnak ez a legkevésbé zavaró hatása.
- A látómező "lyukas" lesz. Kis nagyításnál, amikor a távcsőből kilépő fénynyaláb átmérője (kilépő pupilla) nagy, fényerős távcsöveknél tapasztalhatjuk a látómező közepének sötétedését.

Megjegyzés: Nem csak a segédtükör, hanem annak tartója is okoz kontrasztcsökkenést. A segédtükörtartó kiviteltől függően egyéb hibákat, például diffrakciós tüskéket is okozhat is a képen.

## Kapcsolódó szócikk
- Dawes-határ